# Коломенская улица (Санкт-Петербург)
Коло́менская у́лица — улица в Центральном районе Санкт-Петербурга. Проходит от Кузнечного переулка до Волоколамского переулка.

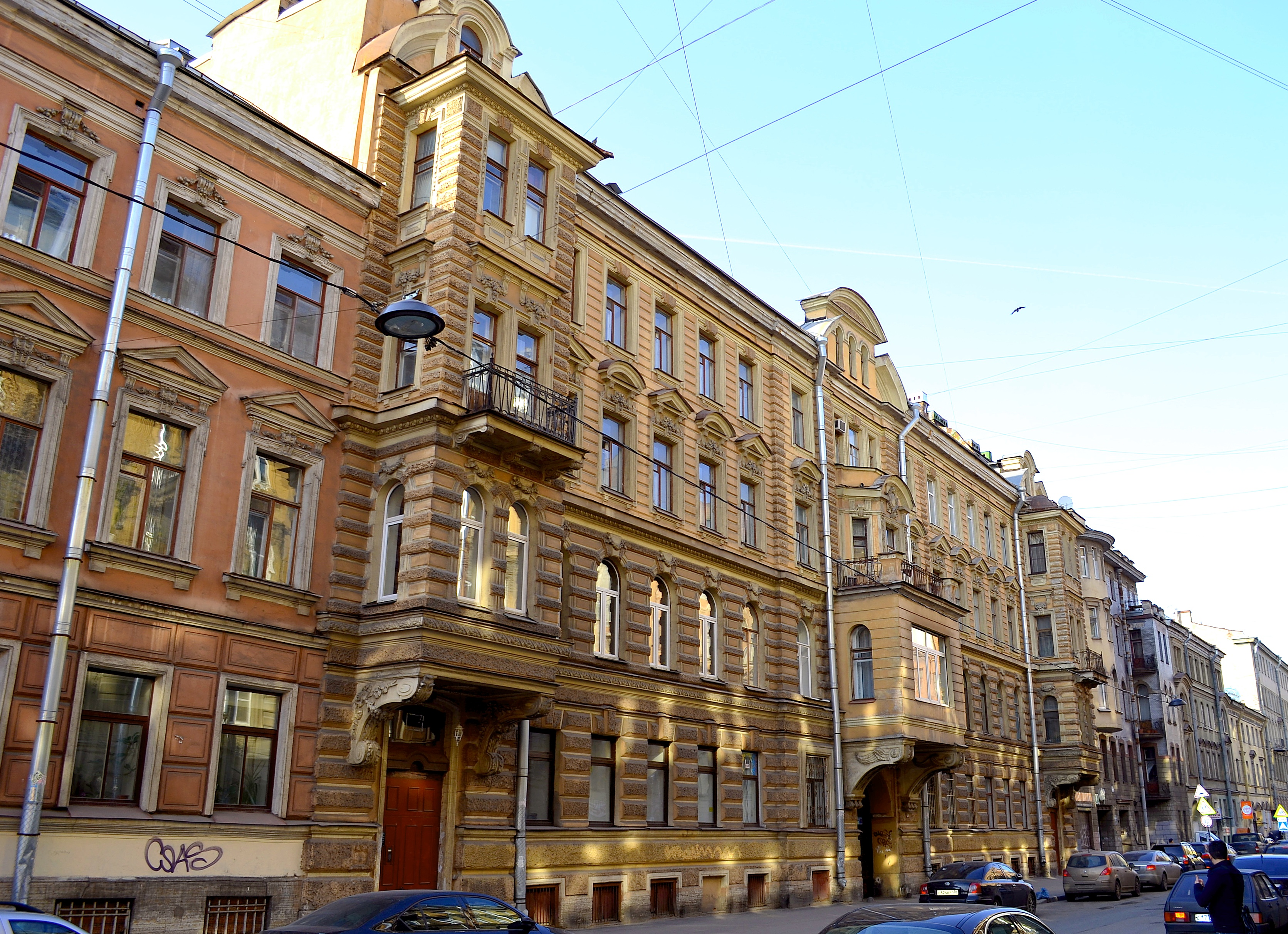
Дом И. С. Семёнова (№ 15)

## История
Проложена в 1740-х годах по проекту Комиссии о Санкт-Петербургском строении.

## Транспорт
Ближайшие станции метро — «Лиговский проспект» и «Владимирская».
Движение одностороннее от Волоколамского переулка в сторону Кузнечного переулка (в сторону уменьшения нумерации домов).

## Примечательные здания и сооружения
- Дом № 1/15 — Мемориальный музей-квартира Л. Н. Гумилёва.
- Дом № 7 — в этом здании жил и скончался Балакирев М. А.; также жил Трауберг Л. З..  781710766960006
- Дом № 12, лит. А, Б — Дом купцов Н. И. Киржакова и И. И. Семенова (со старообрядческой молельней).  7831998001 В доме жил архитектор Николай Басин
- Дом № 10 — доходный дом Ф. Ф. Лумберга, построен в 1911 году по собственному проекту.  7831997000
- Дом № 13 — доходный дом Н. И. Дыренкова (1912, техник Л. В. Богусский).  7831999000
- Дом № 14 — доходный дом О. Л. Клейнаделя (1896—1898, архитектор Б. И. Гиршович).  7832000000
- Дом № 15—17 — дом И. С. Семёнова (1879—1881, архитектор А. Л. Гольм).  7832001000
- Дом № 33/34, литера А / Разъезжая ул., дом 40 — дом Эрнеста Павловича Дубровича (1860, архитектор Э. Г. Шуберский; перестроен и расширен в 1909—1910 архитектором С. Г. Гингером)[1][2], тогда же были построены новые надворные флигели[3].  7832002000
- дом № 43 — Театральный центр на Коломенской.